# 게르트 뮐러
게르하르트 "게르트" 뮐러(독일어: Gerhard "Gerd" Müller, 독일어 발음: [ˈɡɛʁt ˈmʏlɐ], 1945년 11월 3일 ~ 2021년 8월 15일)는 독일의 은퇴한 축구 선수로, 포지션은 스트라이커였다. 축구 역사상 가장 위대한 공격수 중 한 명으로 여겨진다.

## 생애
독일 대표팀에서 62경기에 출전해 68골을 넣었으며, 분데스리가에서는 427경기 365골, 유럽 클럽들과의 경기에서는 74경기에서 66골을 넣어, 공격수로서 명성을 쌓았다. “Bomber der Nation”, “kleines dickes Müller”라는 별명으로 불렸다.
바이에른 뮌헨에서 성공적인 시즌을 보낸 후, 1970년 유럽 올해의 선수에 선정되었으며, 1970년 FIFA 월드컵에서 10골을 넣어 대회 최다 득점자가 되었다. 뮐러는 월드컵에서 총 14골을 넣어 월드컵에서 가장 많은 골을 넣은 선수였는데, 2006년 FIFA 월드컵에서 브라질의 호나우두가 16강전에서 가나를 상대로 15번째 골을 넣음에 따라, 뮐러의 기록은 32년 만에 깨지게 되었다.

### 사망
2015년경부터 알츠하이머를 앓고 있었고 병세로 인해 2021년 8월 15일 세상을 떠났다.
2022년 9월 9일 프랑스 풋볼은 뮐러를 기억하고자 한 시즌에 클럽팀과 국가대표팀에서 가장 많은 골을 넣은 선수에게 주는 상의 이름을 게르트 뮐러 트로피로 명명했다.
2022년 11월 5일 뮐러의 고향 뇌르틀링겐은 뮐러의 생일을 맞이해 뮐러의 동상을 마을에 건립했다. 동상 공개식에는 뮐러의 가족들과 바이에른 뮌헨의 회장 헤르베르트 하이너와 울리 회네스, 제프 마이어, 프란츠 로트 등 전 팀 동료들, 바이에른주 총리 마르쿠스 죄더가 참석했다.
2023년 3월 9일 바이에른 뮌헨은 3월 11일에 있을 FC 아우크스부르크와의 분데스리가 24라운드 경기에서 쿠르트 란다우너 재단(독일어: Kurt Landauer Stiftung)과 협업해 뮐러의 기념비를 건립하는 모금행사를 개최했고, 이 모금행사를 통해 16,596 유로를 모금했으며 뮐러의 기념비가 2023년 가을에 공개될 것이라 발표했다.

## 클럽 경력
게르트 뮐러는 뇌르들링겐에서 태어나, TSV 1860 뇌르들링겐에서 선수 생활을 시작하였다. 1964년, 후에 스타 플레이어로 활약하는 프란츠 베켄바워, 제프 마이어가 있는 바이에른 뮌헨에 입단하였다. 첫 시즌에 26경기에서 33골을 득점하는 기대 이상의 큰 활약을 펼쳤으며, 이후 바이에른 뮌헨의 황금기를 이끌었다.
분데스리가 시즌 최다 득점자 7번, 분데스리가 4회 우승, 독일 컵 대회 4회 우승, 유로피언 챔피언스컵 3연패 등 명예로운 바이에른 뮌헨에서의 기록들이 뮐러와 함께 하였고, 특히 1969년에는 바이에른 뮌헨의 첫 분데스리가 우승을 이끌어내면서, 팀의 에이스 공격수로 떠올랐다.
1970년에는 더욱 큰 활약을 펼치며, 분데스리가 33경기에서 38골을 넣었을 뿐만 아니라, 1970년 FIFA 월드컵에서도 10골을 넣는 걸출한 득점력을 보이며 이 해에 발롱도르를 수상하였다.
1978년 생애 7번째 최다 득점자가 되었는데, 서독 내에서 여러모로 이미 대표팀에서 은퇴한 뮐러의 대표팀 복귀 논란이 있었다고 한다. 1979년 미국의 포트 로더데일 스트라이커즈로 건너가 1982년까지 포트 로더데일 스트라이커즈에서 80경기에서 40골을 기록하여 활약하다가 선수 생활을 마쳤다. 은퇴한 후에는 바이에른 뮌헨에서 코치 생활을 하였다.

## 국가대표팀 경력
독일 축구 국가대표팀에서는 1966년부터 1974년까지 62경기에서 68골을 넣었다.
특히 1974년 바이에른 뮌헨의 홈 경기장에서 펼쳐진 네덜란드 대표팀과의 1974년 FIFA 월드컵 결승전 경기에서 대표팀 생활을 마무리하였다. 이 경기에서 서독은 뮐러의 결승골로 네덜란드를 2-1로 물리쳤다.
뮐러는 이전에 FIFA 월드컵에서 통산 14골을 넣어 월드컵에서 가장 많은 골을 터뜨린 선수로 남아있었으나, 이 기록은 2006년 FIFA 월드컵에서 호나우두가 15번째 골을 터뜨리면서 깨졌다. 뮐러는 또 UEFA 유로 1972에서 4골 (결승전에서 2골) 을 넣으며 대회 최다 득점을 기록하였고, 그의 활약으로 서독은 유럽축구선수권대회 첫 우승을 맛보았다.

## 수상 내역

#### 바이에른 뮌헨
- 분데스리가 : 1968-69, 1971-72, 1972-73, 1973-74
- DFB-포칼 : 1965-66, 1966-67, 1968-69, 1970-71
- 유로피언컵 : 1973-74, 1974-75, 1975-76
- 인터컨티넨탈컵 : 1976
- UEFA컵 위너스컵 : 1966-67
- 레지오날리가 쉬트 : 1964-65

#### 독일 축구 국가대표팀[6]
- UEFA 유로 : 우승 (1972)
- FIFA 월드컵 : 우승 (1974), 3위 (1970)

### 개인
- 독일 올해의 축구 선수: 1967, 1969
- FIFA 월드컵 득점왕, 베스트 XI : 1970
- UEFA 유로 득점왕, 베스트 XI : 1972
- 유로피언컵 득점왕: 1972-73, 1973-74, 1974-75, 1976-77
- 분데스리가 득점왕 : 1966-67, 1968-69, 1969-70, 1971-72, 1972-73, 1973-74, 1977-78
- DFB 포칼 득점왕 : 1966-67, 1968-69, 1970-71
- 유로피언 골든슈 : 1970, 1972
- 키커 분데스리가 올해의 팀[7] : 1968–69, 1969–70, 1971–72, 1972–73
- 월드사커 올해의 팀[8] : 1969, 1971, 1972, 1973, 1974, 1976, 1977, 1978
- 세계 최다 득점자 : 1970, 1972
- 브라보 오토 : 1973, 1974
- 옹즈도르 3위 : 1976
- FIFA XI : 1971, 1972, 1973
- FIFA 공로상 : 1998
- 골든풋 : 2007

#### 선정
- 지난 40년 분데스리가 최고의 선수[9] : 2003
- 바이에른 뮌헨 명예의 전당[10]
- 독일 스포츠 명예의 전당
- 독일 축구 명예의 전당
- FIFA 100[11] : 2004

#### 발롱도르
- 1967 - 7
- 1968 - 20
- 1969 - 3
- 1970 - 1
- 1971 - 6
- 1972 - 2
- 1973 - 3
- 1974 - 7
- 1975 - 17
- 1976 - 9

#### 기록, 기타
- 분데스리가 역대 최다 득점자 : 365골
- DFB 포칼 역대 최다 득점자 : 78골
- 바이에른 뮌헨 역대 최다 득점자 : 563골
- FIFA 월드컵 최다 득점자 (1974 - 2006, 호나우두가 경신)
- UEFA 유로 최다 득점자 (1972 - 1984, 미셀 플라티니가 경신)
- FIFA 월드컵, UEFA 유로, UEFA 챔피언스리그 득점왕을 차지한 유일한 선수
- FIFA 월드컵, UEFA 유로, UEFA 챔피언스리그 결승전에서 득점한 유일한 선수
- 프랑스풋볼 '트로페 게르트 뮐러' 명명[12]
- 알리안츠 아레나 동상 건립